# Andrée Marty-Capgras
Andrée Marty-Capgras, née le 15 juin 1898 à Laguépie (Tarn-et-Garonne) et morte le 19 juin 1963 à Paris, est une journaliste et femme politique française, socialiste et résistante.

## Biographie

### Famille
Fille du député socialiste Antoine Capgras, Andrée Marty-Capgras épouse en 1919 Fernand Marty à Montauban et utilise ensuite indifféremment son patronyme, celui de son conjoint ou les deux liés.

### Engagement militant
Militante de la Section française de l'Internationale ouvrière (SFIO) dans les années 1920, membre de la commission exécutive de la fédération socialiste de la Seine de 1929 à la guerre, elle est secrétaire adjointe du Comité national des femmes socialiste à partir de 1932. Elle fait part de ses activités dans La Femme socialiste.
Engagée dans la résistance pendant la guerre, elle est inquiétée par la police collaborationniste, mais aucune preuve suffisante n'est trouvée lors des perquisitions effectuées à son domicile.
À la Libération de la France, elle quitte son emploi de professeur pour celui de journaliste, au sein du quotidien Franc-Tireur. À partir de 1948, elle est chargée d'une rubrique dans le journal  dirigé par Emmanuel d'Astier, Libération, dont elle sera responsable du service politique à partir de 1950. Elle y tient sa chronique régulière : Si toutes les femmes du monde..., jusqu'à sa mort en 1963.
Membre du comité directeur de la SFIO reconstituée à partir de 1944, elle intègre la direction en 1945 comme secrétaire à la commission des prisonniers de guerre, puis de celle des questions féminines. Elle se présente aux élections pour la deuxième Assemblée constituante en juin 1946.
Membre du courant « Bataille socialiste », elle est une ardente défenseure de l'unité avec le Parti communiste. Avec notamment Élie Bloncourt, elle tente de redonner vie à la « Bataille socialiste », mais comme la plupart des militants de ce courant, elle est exclue de la SFIO le 15 janvier 1948.
Elle participe alors à la création du Parti socialiste unitaire, puis, sans adhérer au parti communiste, participe à l'activité de plusieurs de ses organisations de masse, notamment le mouvement de la Paix, le Secours populaire français et, surtout, l'union des femmes françaises, dont elle est vice-présidente de 1953 à 1963.
Elle garde cependant son indépendance d'esprit, soutenant Jacques Derogy lorsque celui-ci est violemment critiqué par Maurice Thorez à la suite de ses articles parus dans Libération, consacrés aux « drames des avortements clandestins » (1956).
En 1960, elle fait partie des signataires du "Manifeste des 121" sur le droit à l’insoumission dans la guerre d’Algérie.
Elle meurt brutalement en 1963 des suites d'une opération chirurgicale pour une chute.